# 괴산 만동묘정비
괴산 만동묘정비(槐山 萬東廟庭碑)는 충청북도 괴산군 청천면 화양리에 있는 비석이다. 1978년 10월 27일 충청북도의 기념물 제25호로 지정되었다.

## 개요
묘정비는 사원에 세우는 비로, 사원을 건립하게 된 동기와 모시는 인물을 찬양하는 내용을 기록해 둔다. 이 비는 임진왜란 때 우리나라를 도와준 중국 명나라의 임금인 신종과 의종의 제사를 지내는 만동묘라는 사당에 자리잡고 있다. 만동묘는 우암 송시열의 가르침에 따라 그의 제자 수암 권상하가 명나라 의종이 죽은 지 60년이 지난 숙종 30년(1704)에 지은 것이다.
비의 형태는 연꽃무늬를 새긴 바닥돌 위에 네모난 받침돌을 놓고, 그 위로 비몸을 세우고 지붕돌을 얹은 모습이다. 비문은 일본인들이 고의로 글자 획들을 쪼아 놓아 알아보기가 힘들다.
영조 23년(1747)에 세웠으며, 이재가 글을 짓고, 유척기가 글씨를 썼다.

## 같이 보기
- 만동묘

## 참고 자료
- 괴산 만동묘정비 - 국가유산청 국가유산포털